# Маркес, Армандо
Армандо Нунес Кастаньэйра да Роза Маркес (порт.-браз. Armando Nunes Castanheira da Rosa Marques; 6 февраля 1930, Рио-де-Жанейро, Бразилия — 16 июля 2014, там же) — бразильский футбольный судья.

## Карьера
Армандо Маркес начал судейскую карьеру 13 августа 1961 года. 15 августа 1963 года «Сантос» играл с «Сан-Паулу». В конце первого тайма, при счёте 3:1, несколько игроков «Сантоса» стали выражать арбитру протесты. Маркес этого не стал терперть и удалил с поля Пеле и Коутиньо. После перерыва «Сантос» вышел на поле в восьмером из-за травмы Апаресидо. После того, как счёт стал 4:1, Пепе и Дорвал стали изображать травмы и покинули поле. Маркес был вынужден завершить встречу из-за отсутствия у «Сантоса» минимально допустимого количества футболистов. В 1964 году он отработал один матч на Кубке Наций. В 1966 году Маркес отправился на чемпионат мира, где отсудил матч ФРГ и Испании. 9 сентября он работал на первом матче Межконтинентального кубка «Индепендьенте» и «Интера» (1:0). Годом позже он впервые работал на матче Кубка Либертадорес между «Депортиво Кито» и «Бокой Хуниорс» (1:2). 4 декабря 1966 года Армандо судил матч между «Сан-Паулу» и «Коринтиансом». В этом матче он засчитал гол, забитый Роберто Ривеллино. При этом удар футболиста пришёлся по внешней части сетки и через дырку в ней оказался в воротах. Более того, в той встрече Маркес удалил с поля трёх игроков «Сан-Паулу».
В 1968 году в матче «Фламенго» и «Флуминенсе» был забит единственный гол. Позже Маркес увидел этот мяч по телевизору и признал, что его засчитывать было нельзя из-за игры рукой Вилтоном. 27 июня 1971 года «Палмейрас» встречался в финале чемпионата штата с «Сан-Паулу». Тониньо Геррейро открыл счёт в матче. Лейвинья головой забил ответный мяч. Линейный арбитр этой встречи Дулсидио Вандерлей Боскилья сразу признал корректность забитого мяча и побежал к центру поля. Но Маркес гол отменил, заявив, что тот был забит рукой. После матча Дулсидио также заявил в прессе, что по-прежнему считает, что гол был забит верно. Это привело к конфликту между судьями, из-за чего Маркес на много лет прекратил всяческое общение с Боскильей. Армандо никогда публично свою ошибку не признавал. Позже Лейвинья сказал, что Маркес всё же признался, что ошибся: «Мы ужинали в Риме, где проходил товарищеский матч между сборной Италии и нашей сборной, и он попросил разрешения сесть рядом со мной и поговорить об этом матче. Я подумал, что это нормально, и сразу же согласился, и в разговоре он признался мне, что правда ошибся, что позже он увидел этот эпизод по телевизору, и что гол действительно был забит головой». Встреча так и завершилась со счётом 1:0, и «Сан-Паулу» стал чемпионом штата.
В 1972 году Маркес поехал на Олимпиаду. Перед её началом он отсудил матч открытия Олимпийского стадиона в Мюнхене. В нём сборная ФРГ встречалась с командой СССР (4:1). На самих Олимпийских играх Маркес отсудил пять встреч, три — в качестве главного арбитра и две в качестве линейного, включая матч за третье место между СССР и ГДР. В том же году он работал на Кубке Независимости Бразилии, где трудился на трёх матчах.
В 1973 году чемпионат штата Сан-Паулу проводился в два круга, а победители каждого из кругов играли между собой в финальной игре. Победителем первого круга стал «Сантос», а второго круга — «Португеза Деспортос». Основное время встречи закончилось вничью со счётом 0:0. В результате победитель чемпионата должен был быть определён в серии пенальти. Команды выполнили по три попытки: «Сантос» из них реализовал две, а «Португеза» не смогла реализовать ни одной. После этого Маркес остановил игру и объявил победителем «Сантос». Однако он ошибся — у «Португезы» оставались теоретические шансы сравнять счёт, если бы «Сантос» не реализовал оставшиеся попытки, а «Деспортос» забил дважды подряд. После финального свистка игроки «Португезы» быстро покинули поле. Армандо, осознав, что ошибся, попытался возвратить их на поле, однако те уже уехали с территории стадиона Морумби, где проходила встреча. Федерация футбола Сан-Паулу попыталась договориться с «Португезой», чтобы доиграть оставшуюся серию пенальти, однако те отказались. В результате победителями были признаны обе команды. Сам Маркес заявил: «Это была ошибка. Я посчитал, что у „Сантоса“ было неоспоримое математическое преимущество над „Португезой“. Признаю, это всё моя вина». В 2014 году он пояснил свои слова: «Наверное, я был немного не в себе в тот день. И насчитал четыре пенальти вместо пяти. Это просто чтобы показать вам, каким плохим счетоводом я был».
В 1974 году Маркес обслуживал финальную встречу чемпионата Бразилии между «Васко да Гамой» и «Крузейро». На 88-й минуте встречи, при счёте 2:1 в пользу «Васко», игрок «Крузейро» Зе Карлос ударом головой ликвидировал отставание. Однако Армандо отменил взятие ворот. Многим показалось, что гол был забит верно. Более того, спустя две минуты, арбитр дал финальный свисток, не назначив ни одной компенсированной минуты к основному времени игры. В 2012 году на вопрос об этой игре Маркес сказал: «Я судил более тысячи матчей. Думаете, я вспомню игру 1974 года?» В том же году он судил на чемпионате мира, где отработал встречу Югославии и ФРГ (2:0). За всю карьеру Маркес отработал на двенадцати финалах чемпионата Бразилии (1962, 1963, 1964, 1965, 1966, 1967, 1968, 1969, 1970, 1971, 1973 и 1974), пяти финалах чемпионата штата Рио-де-Жанейро (1962, 1965, 1968, 1969 и 1976 годов), трёх финалах чемпионата штата Сан-Паулу (1967, 1971 и 1973 год) и один финал чемпионата штата Минас-Жерайс 1967 года. Всего в качестве главного арбитра Армандо отсудил 1689 игр.
Завершив судейскую карьеру, Маркес остался в футболе. Он трудился судейским инструктором при Бразильской конфедерации футбола. Также Армандо трудился на телевидении. Маркес работал членом судейской комиссии КОНМЕБОЛ и судейским инструктором ФИФА. Он был членом, а затем, с 1997 по 2005 год, главой судейской комиссии Бразильской конфедерации футбола. Причиной ухода с этого поста стал скандал, в котором одними из виновных были признаны двое действующих бразильских арбитров, а сам Армандо обвинён в «халатности» и лжи. Когда Маркес заявил, что один из обвиняемых судей стал арбитром ФИФА при предыдущем главе комиссии. Будучи руководителем бразильских судей, Армандо в 1999 году он предстал перед Спортивным трибуналом Бразилии за жёсткую критику одного из арбитров, сказав, что тот страдает «ментальной диареей». Последние годы жизни Маркес страдал от почечной недостаточности. В июле 2014 года он был госпитализирован в региональный координационный центр экстренной помощи Леблон, где спустя несколько дней скончался.

## Международные матчи
| Международные матчи Армандо Маркеса | Международные матчи Армандо Маркеса | Международные матчи Армандо Маркеса | Международные матчи Армандо Маркеса | Международные матчи Армандо Маркеса | Международные матчи Армандо Маркеса | Международные матчи Армандо Маркеса |
| ----------------------------------- | ----------------------------------- | ----------------------------------- | ----------------------------------- | ----------------------------------- | ----------------------------------- | ----------------------------------- |
| №                                   | Дата                                | Место проведения                    | Соперник 1                          | Счёт                                | Соперник 2                          | Турнир                              |
| 1                                   | 4 июня 1964                         | Сан-Паулу                           | Англия                              | 1:1                                 | Португалия                          | Кубок наций                         |
| 2                                   | 13 июня 1965                        | Монтевидео                          | Уругвай                             | 2:1                                 | Перу                                | Квалификация чемпионата мира        |
| 3                                   | 20 июля 1966                        | Бирмингем                           | ФРГ                                 | 2:1                                 | Испания                             | Чемпионат мира                      |
| 4                                   | 7 августа 1968                      | Рио-де-Жанейро                      | Бразилия                            | 4:1                                 | Аргентина                           | Товарищеский матч                   |
| 5                                   | 11 августа 1968                     | Белу-Оризонти                       | Бразилия                            | 3:2                                 | Аргентина                           | Товарищеский матч                   |
| 6                                   | 10 августа 1969                     | Монтевидео                          | Уругвай                             | 2:1                                 | Чили                                | Квалификация чемпионата мира        |
| 7                                   | 4 марта 1970                        | Порту-Алегри                        | Бразилия                            | 0:2                                 | Аргентина                           | Товарищеский матч                   |
| 8                                   | 22 марта 1970                       | Сан-Паулу                           | Бразилия                            | 5:0                                 | Чили                                | Товарищеский матч                   |
| 9                                   | 26 апреля 1972                      | Порту-Алегри                        | Бразилия                            | 3:2                                 | Парагвай                            | Товарищеский матч                   |
| 10                                  | 26 мая 1972                         | Мюнхен                              | ФРГ                                 | 2:1                                 | СССР                                | Товарищеский матч                   |
| 11                                  | 25 июня 1972                        | Салвадор                            | Аргентина                           | 0:0                                 | Франция                             | Кубок Независимости Бразилии        |
| 12                                  | 2 июля 1972                         | Порту-Алегри                        | Шотландия                           | 0:0                                 | Чехословакия                        | Кубок Независимости Бразилии        |
| 13                                  | 2 июля 1972                         | Сан-Паулу                           | Югославия                           | 2:1                                 | Чехословакия                        | Кубок Независимости Бразилии        |
| 14                                  | 27 августа 1972                     | Мюнхен                              | ФРГ (олимп.)                        | 2:1                                 | Малайзия (олимп.)                   | Олимпиада                           |
| 15                                  | 3 сентября 1972                     | Пассау                              | Венгрия (олимп.)                    | 2:0                                 | ГДР (олимп.)                        | Олимпиада                           |
| 16                                  | 3 сентября 1972                     | Мюнхен                              | СССР (олимп.)                       | 2:2                                 | ГДР (олимп.)                        | Олимпиада                           |
| 17                                  | 29 апреля 1973                      | Лима                                | Перу                                | 2:0                                 | Чили                                | Квалификация чемпионата мира        |
| 18                                  | 27 мая 1973                         | Рио-де-Жанейро                      | Бразилия                            | 5:0                                 | Боливия                             | Товарищеский матч                   |
| 19                                  | 26 сентября 1973                    | Москва                              | СССР                                | 0:0                                 | Чили                                | Квалификация чемпионата мира        |
| 20                                  | 19 декабря 1973                     | Рио-де-Жанейро                      | Бразилия                            | 2:1                                 | сборная мира                        | Товарищеский матч                   |
| 21                                  | 26 июня 1974                        | Дюссельдорф                         | Югославия                           | 0:2                                 | ФРГ                                 | Чемпионат мира                      |
| 22                                  | 12 октября 1974                     | Буэнос-Айрес                        | Аргентина                           | 1:1                                 | Испания                             | Кубок Испанидад                     |
| 23                                  | 9 марта 1975                        | Гояния                              | сборная штата Гоияс                 | 2:1                                 | Португалия                          | Товарищеский матч                   |
| 24                                  | 10 августа 1975                     | Асунсьон                            | Парагвай                            | 3:1                                 | Эквадор                             | Кубок Америки                       |
| 25                                  | 17 марта 1977                       | Монтевидео                          | Уругвай                             | 2:0                                 | Венесуэла                           | Квалификация чемпионата мира        |
| 26                                  | 26 июня 1977                        | Белу-Оризонти                       | Бразилия                            | 0:0                                 | Югославия                           | Товарищеский матч                   |